# Sarissoforoi

Lekki kawalerzysta atakujący sarisą Persa (fresk z końca IV w. p.n.e.)

Sarissoforoi (stgr. σαρισσοφόροι, lp. sarissophoros σαρισσοφόρος), także prodromoi (πρόδρομοi) – formacja lekkiej jazdy w wojskach Aleksandra Macedońskiego.
W walce posługiwali się tym samym rodzajem piki co pedzetajrowie, sarisa dla jeźdźców mogła się różnić jedynie długością; prawdopodobnie używano również typowej piki kawaleryjskiej, zwanej ksyston (ξυστόν). Wyposażeni byli ponadto w hełm, lekki napierśnik, skórzane spodnie do jazdy konnej. Podczas kampanii azjatyckiej Aleksander dysponował czterema ich szwadronami (ilai) liczącymi po 150 konnych.
Ich zasadnicza rola polegała na prowadzeniu działań rozpoznawczych i pościgowych. W zwiadzie poprzedzali front maszerującej armii (stąd inne ich określenie – prodromoi, tzn. poprzedzający). W szyku bojowym zazwyczaj na prawym skrzydle chronili flankę hetajrów, później jednak działali też jako typowa kawaleria bitewna, uczestnicząc wraz z nimi w szarżach na linie przeciwnika
. Po bitwie prowadzili pościg za rozbitymi oddziałami nieprzyjaciela. Funkcja ich się zmieniła po odejściu jazdy tesalskiej w Ekbatanie latem 330 p.n.e. i zastąpieniu jej skuteczniejszymi zwiadowcami perskimi, kiedy sarissoforoi zostali jako kawaleria faktycznie zrównani z hetajrami.
Panuje pogląd, że sarisę najpierw wprowadzono w piechocie, później dostosowując ją dla potrzeb konnicy. Mimo długości nie odznaczała się zbytnim ciężarem, gdyż świadectwa ikonograficzne dowodzą, że jeźdźcy posługiwali się nią za pomocą jednej ręki. Niebezpieczna w szyku zwartym (długość i ostre zakończenie mogło być zagrożeniem dla własnych żołnierzy), była za to w szyku otwartym lub liniowym nader skuteczna w starciu z konnicą nieprzyjaciela wyposażoną w krótsze włócznie i oszczepy. Korygując mylne wyobrażenia, wskazano też, iż praktycznie niemożliwe było (z uwagi na ówczesny brak siodeł i strzemion) używanie sarisy na podobieństwo średniowiecznej kopii albo lancy ułańskiej; służyła ona jedynie do dźgania odgórnie bądź oddolnie.
Ze względu na to, iż zasadniczo była ona włócznią wojsk pieszych, wysunięto przypuszczenie, że sarissoforoi mogli funkcjonować jako rodzaj poruszającej się konno piechoty (podobnie jak nowożytni dragoni), której zadaniem było wiązanie wrogiej kawalerii i osłanianie przed nią własnych oddziałów. Ta prawdopodobnie eksperymentalna formacja ostatni raz wspomniana jest w 329 p.n.e. Oddziały te występowały zasadniczo w kampaniach wojennych Aleksandra Wielkiego, nie będąc wspominane wcześniej ani w późniejszym okresie.